# Caligula boisduvali
Caligula boisduvali là một loài bướm đêm thuộc họ Saturniidae. Nó được tìm thấy ở vùng Viễn Đông Nga và Nhật Bản.

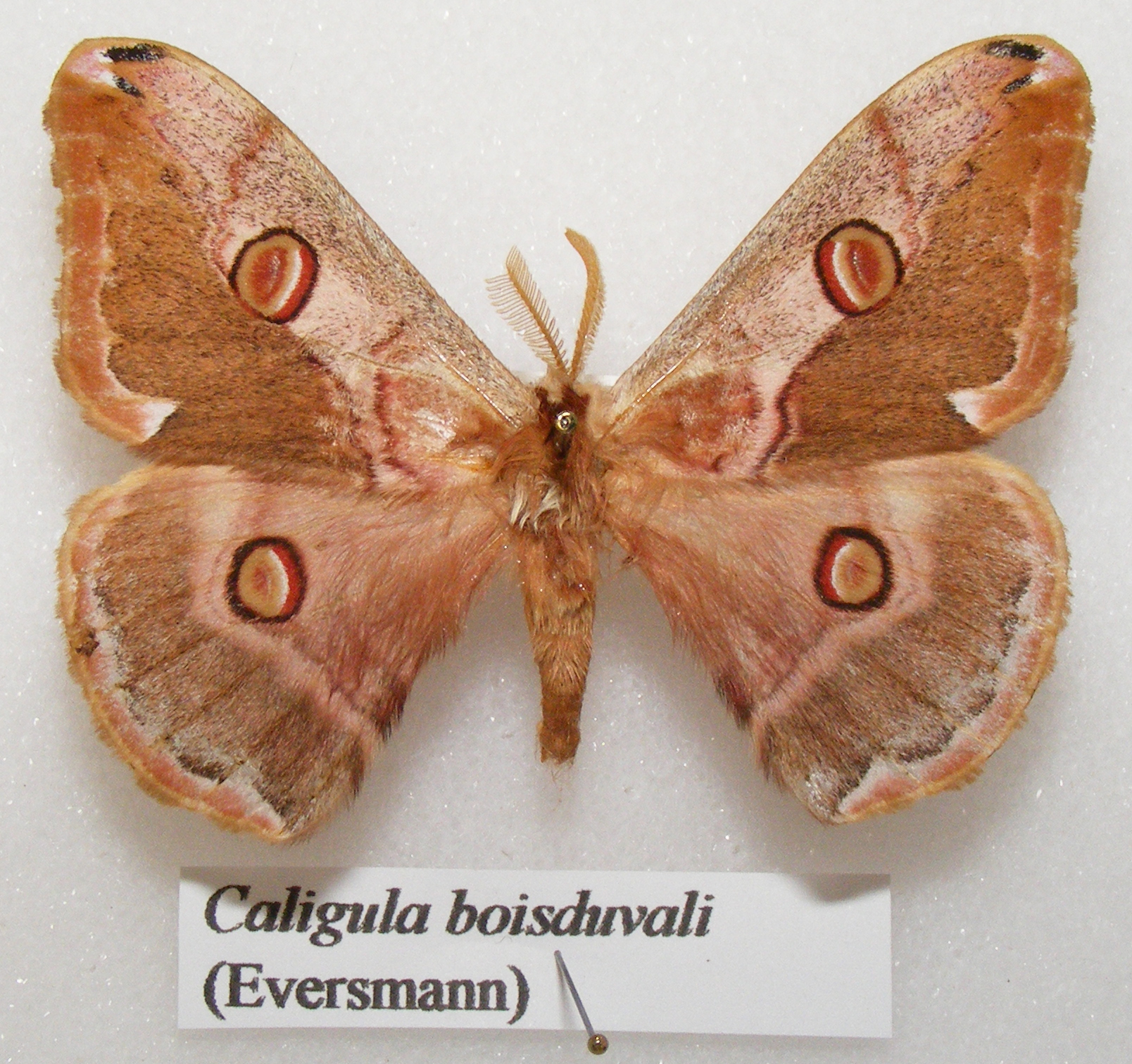
con đực

Chiều dài cánh trước là 37–50 mm. Con trưởng thành bay từ tháng 8 đến tháng 9.
Ấu trùng ăn lá của various plants, bao gồm Salix, Hippophae, Betula và Filipendula ulmaria.

## Hình ảnh

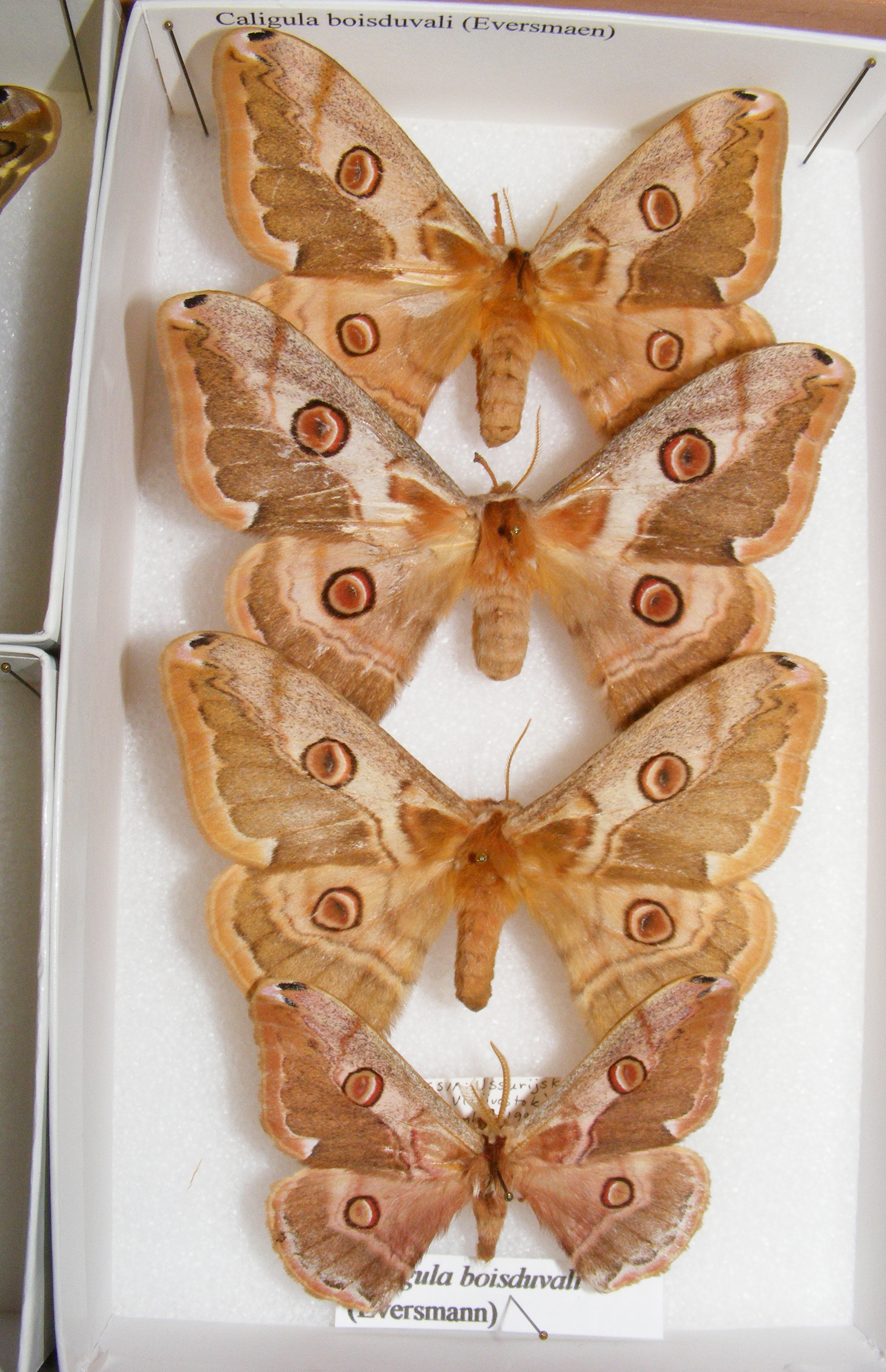